# Circumcisió de Jesús

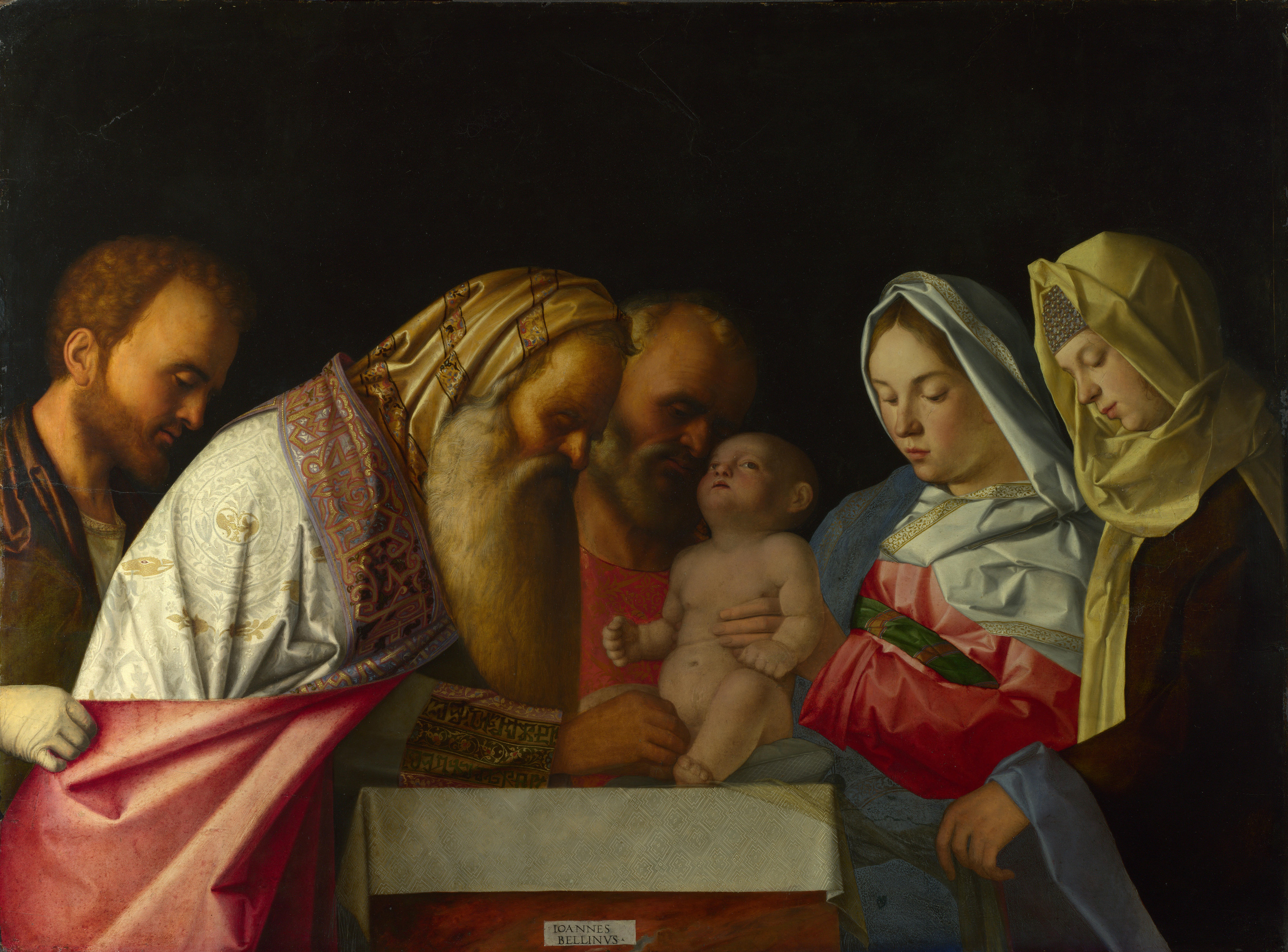
La circumcisió, pintura de Giovanni Bellini (ca. 1500)

La circumcisió de Jesús és un passatge de l'evangeli segons Lluc (Lluc 2:21) on narra com Jesús va ser circumcidat vuit dies després de néixer seguint la tradició jueva. L'existència d'aquests versicles va alimentar durant un temps la polèmica sobre si els cristians que no provenien de la comunitat jueva s'havien o no de circumcidar com havia fet Jesús, debat que es va saldar amb una negativa. El prepuci tallat és una presumpta relíquia.
L'art ha representat aquesta escena des del segle x en endavant, durant l'Edat Mitjana com a complement d'altres episodis de la vida de Crist (especialment la Candelera) i des del Renaixement com a motiu independent, força freqüent en pintura. Els anglicans i ortodoxos celebren una festa el dia 1 de gener recordant l'esdeveniment. En la circumcisió, el nadó jueu rebia oficialment el nom, per això aquesta festa també s'anomena el dia del nom i els homes que tenen Jesús com a antropònim celebren el seu sant aquest dia.